# Jiliapa, Metztitlán
Jiliapa är en ort i Mexiko.   Den ligger i kommunen Metztitlán och delstaten Hidalgo, i den sydöstra delen av landet, 130 km norr om huvudstaden Mexico City. Jiliapa ligger 1 295 meter över havet och antalet invånare är 145.
Terrängen runt Jiliapa är huvudsakligen kuperad. Jiliapa ligger nere i en dal. Runt Jiliapa är det ganska glesbefolkat, med 30 invånare per kvadratkilometer. Närmaste större samhälle är Zacualtipán, 12,7 km nordost om Jiliapa. I omgivningarna runt Jiliapa växer huvudsakligen savannskog.